# Giovanni Invernizzi (remero)
Giovanni Elidio Invernizzi (Mandello del Lario, 17 de junio de 1926-Abbadia Lariana, 16 de octubre de 1986) fue un deportista italiano que compitió en remo.
Participó en dos Juegos Olímpicos de Verano en los años 1948 y 1952, obteniendo una medalla de oro en Londres 1948 en la prueba de cuatro sin timonel. Ganó tres medallas de oro en el Campeonato Europeo de Remo entre los años 1947 y 1950.

## Palmarés internacional
| Juegos Olímpicos   | Juegos Olímpicos         | Juegos Olímpicos | Juegos Olímpicos   |
| Año                | Lugar                    | Medalla          | Prueba             |
| ------------------ | ------------------------ | ---------------- | ------------------ |
| 1948               | Londres (Reino Unido)    | Medalla de oro   | Cuatro sin timonel |
| Campeonato Europeo |                          |                  |                    |
| Año                | Lugar                    | Medalla          | Prueba             |
| 1947               | Lucerna (Suiza)          | Medalla de oro   | Cuatro sin timonel |
| 1949               | Ámsterdam (Países Bajos) | Medalla de oro   | Cuatro sin timonel |
| 1950               | Milán (Italia)           | Medalla de oro   | Cuatro sin timonel |